# Endasys melanistus
Endasys melanistus är en stekelart som beskrevs av Sawoniewicz och Luhman 1992. Endasys melanistus ingår i släktet Endasys och familjen brokparasitsteklar. Inga underarter finns listade i Catalogue of Life.